# Alison Cockburn
Alison Cockburn també Alison Rutherford, o Alicia Cockburn (8 d'octubre de 1712 – 22 de novembre de 1794) fou una poeta escocesa que va recollir un cercle d'amics eminents dins durant la Il·lustració escocesa del segle xviii, incloent Walter Scott, Robert Burns i David Hume.